# Енциклопедія Ніппоніка
Енциклопе́дія Ніппо́ніка (яп. 日本大百科全書, にほんだいひゃっかぜんしょ, ніхон дайхякка дзеншьо; дослівно — велика енциклопедія Японії, англ. Encyclopedia Nipponica) — японський енциклопедичний словник у 26 томах японського видавництва Шьоґакукан. Є найбільшим загальним довідником з японознавства. Укладався 10 років. Містить понад 130 000 статей на 23 000 сторінках. Витримав два видання: 1984—1994 і 1994—1997 років. З кінця 1990-х видавництво почало випускати електронні версії словника для персональних комп'ютерів.
Інформація в енциклопедії подана за абетковим покажчиком. Складається з 24 томів з тематичними статтями, 1 тому пошукового індексу та 1 додаткового тому.

### Паперові видання
- 日本大百科全書. — 東京: 小学館, 1984—1994, 26冊.
- 日本大百科全書. — 2版. — 東京: 小学館, 1994—1997, 26冊.

### Електронні видання
- 小学館/ソニー『日本大百科全書』DD-2001バンドル版(EBXA)
- 小学館/ソニー『日本大百科全書［第2版］』DD-2001MK2バンドル版(EBXA)
- 小学館/ソニー『日本大百科全書』DD-S1000バンドル版(S-EBXA)
- 小学館『スーパー・ニッポニカ [総合版] 日本大百科全書＋国語大辞典』 (1998)
- 小学館『スーパー・ニッポニカ 〔ライト版〕 日本大百科全書＋国語大辞典』 (1999)
- 小学館『スーパー・ニッポニカ2001 〔DVD-ROM版〕 日本大百科全書＋国語大辞典』(2001)
- 小学館『スーパー・ニッポニカ2001 〔ライト版〕 日本大百科全書＋国語大辞典』(2001)
- 小学館『スーパー・ニッポニカ2002 〔DVD-ROM版〕 日本大百科全書＋国語大辞典』(2002)
- 小学館『スーパー・ニッポニカ2003 〔DVD-ROM版〕 日本大百科全書＋国語大辞典』(2003)